# BR-163
La BR-163 es una  de las carreteras más extensas del Brasil. Atraviesa el centro del país de sur a norte uniendo entre sí los estados de Rio Grande do Sul, Santa Catarina, Paraná, Mato Grosso do Sul, Mato Grosso y Pará.
La  ruta es de fundamental importancia para la salida de la producción del estado de Pará y de la región Centro-oeste del Brasil. Une las ciudades de Santarém en Pará, con Tenente Portela, en Rio Grande do Sul, donde se continúa a lo largo de la BR-386 hasta Porto Alegre y la BR-392 hasta Río Grande, pasando por ciudades como Cuiabá, Campo Grande, Dourados y Cascavel.
La carretera  se encuentra pavimentada en todo su recorrido, atravesando una de las regiones más ricas del país en recursos naturales y potencial económico, así como importantes biomas como la selva amazónica, el cerrado y las áreas de transición entre estos. Desde la construcción en 1976, la mayor parte de la carretera no estaba pavimentada en el estado de Pará, con la mayor parte del asfalto existente solo desde el área urbana de Santarém hasta la ciudad de Rurópolis. Debido a esto, los tramos de tierra batida se convirtieron en grandes charcos en tiempos de lluvia, lo que obstaculizó el flujo de cultivos agrícolas de la región. Es una carretera que integra el sur con el medio oeste y el norte de Brasil. Es de fundamental importancia para el flujo de producción desde Pará y el norte de la región del Medio Oeste de Brasil. La conexión entre la frontera de Mato Grosso-Pará y los puertos en el área de Santarém, en el río Amazonas, está a unos 1000 km de distancia, por lo que el centro y el norte de Mato Grosso tendrán ventajas en la exportación de su enorme producción agrícola y ganadera a través de este camino, en lugar del Puerto de Santos, que está a 2000 km de esta área.
La BR-163 cumple además un rol estratégico en las comunicaciones terrestres del país, al unir la cuenca del Amazonas con la Cuenca del Plata.
En 2020 hubo un tramo de 74 km entre Cascavel y Marmelândia en duplicación.

## Galería

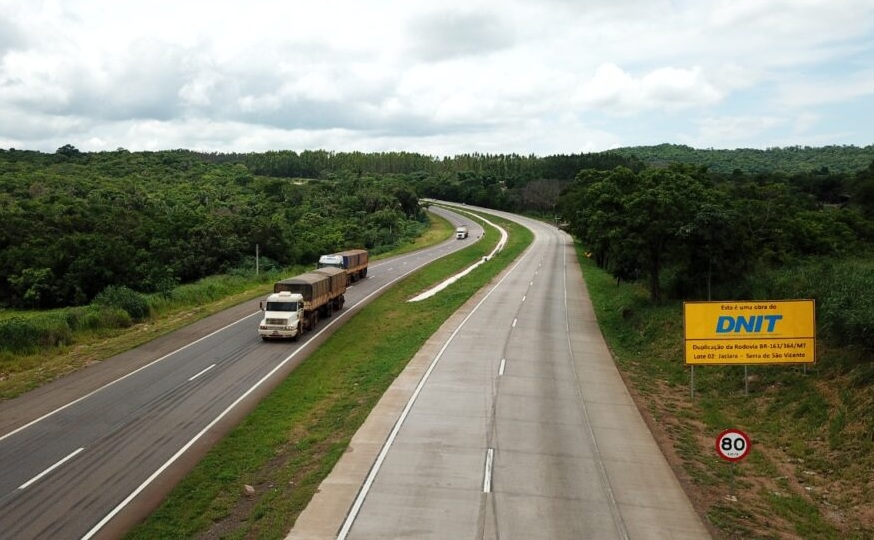
BR-163 / 364, tramo duplicado entre Cuiabá y Rondonópolis
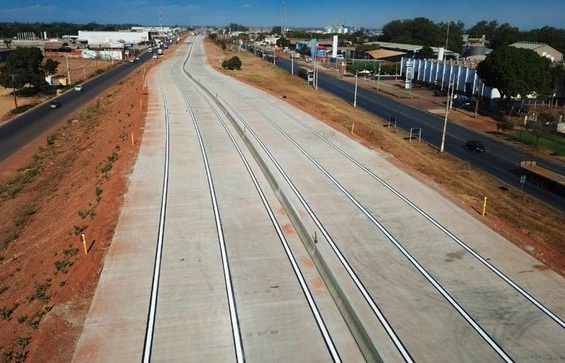
BR-163 / 364, tramo duplicado entre Cuiabá y Rondonópolis
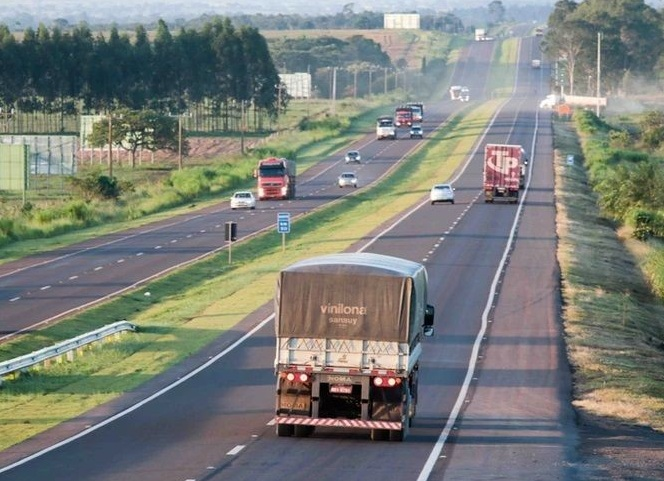
BR-163, tramo duplicado en Mato Grosso do Sul
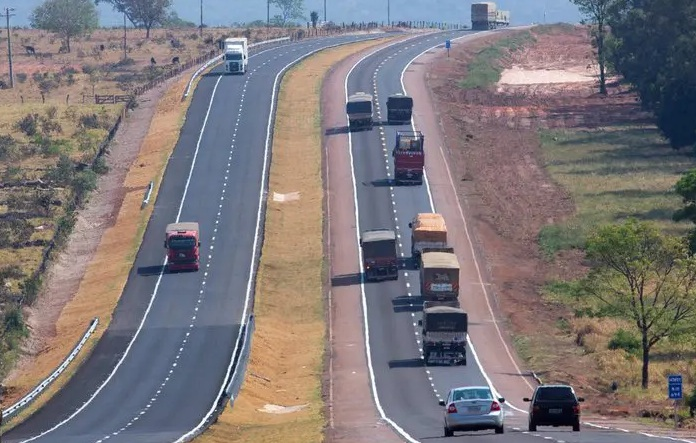
BR-163, tramo duplicado en Mato Grosso do Sul